# Opel 12 PS
 (juillet 2024).
L'Opel 12 PS est une voiture de la categorie familiale routière construite par Adam Opel KG seulement en 1903.

## Historique et technologie
Opel a construit la 12 PS selon le système du constructeur français Darracq, comme pour la 9 PS introduite un an plus tôt. En termes de dimensions et de caractéristiques moteur, elle correspondait au modèle 10/12 PS, également apparue en 1902, mais la 12 PS était nettement plus légère, plus rapide et plus chère que la 10/12 PS.
Le moteur était un moteur bicylindre en ligne d'une cylindrée de 1 885 cm³ (alésage × course = 100 mm × 120 mm), qui produisait 12 ch (8,8 kW) à 1 200 tr/min. Le moteur à commande latérale avec tête en T était refroidi par eau. La puissance du moteur était transmise à l'essieu arrière via un embrayage à cône en cuir, une boîte de vitesses manuelle à trois vitesses avec levier sur la colonne de direction et un arbre à cardan. La vitesse maximale de la voiture était de 55 km/h.
Le cadre était constitué de profilés en U en tôle d'acier et il était renforcé de bois. Les deux essieux rigides étaient suspendus à des ressorts à lames longitudinaux semi-elliptiques. Le frein de service agissait sur l'arbre de sortie de la transmission. Le frein à main a été conçu comme un frein à bande agissant sur les roues arrière.
Il y avait trois styles de carrosserie, un phaéton à deux places, un tonneau à quatre places et un coupé à deux places. La variante la moins chère (le phaéton) coûtait 7 200 Reichsmark.
En 1903, la construction de la 12 PS est arrêtée. La successeur était le modèle 9/10 PS avec une motorisation plus faible.